# Herbert Cerutti
Herbert Cerutti (* 1943 in Nesslau) ist ein Schweizer Journalist, Schriftsteller und freischaffender Publizist.

## Leben
Cerutti studierte an der Universität Bern Mathematik und Physik und wurde 1974 mit einer Dissertation über Sonnenwindmessungen zum Doktor in Experimentalphysik promoviert. Ein Jahr darauf begann er seine journalistische Laufbahn in Diensten der Neuen Zürcher Zeitung. Für diese war er bis 2003 als Wissenschaftsredakteur mit Schwerpunkt auf Reportagen und Hintergrundartikeln tätig und berichtete aus den Themenfeldern der Naturwissenschaft, Medizin und Technik. Von 1993 bis 2008 schrieb er zusätzlich auch im monatlich der Druckausgabe beigelegten Magazin NZZ Folio. Dort wurde insbesondere seine Kolumne «Von Tieren» bekannt, in der er interessante, lustige und wissenswerte Aspekte der Fauna beleuchtete.
Cerutti, der im Jahr 2000 Mitglied der Jury des Zürcher Journalistenpreises war, lebt heute in Maseltrangen.

## Auszeichnungen
- 1985: Zürcher Journalistenpreis
- 1995: Zürcher Journalistenpreis
- 1996: Georg von Holtzbrinck Preis für Wissenschaftsjournalismus «für seine kompetente und sachliche Wissenschafts-Berichterstattung auf hohem journalistischem Niveau»
- 2001: Königin-Christine-Preis

## Publikationen
- (hrsg. mit Rainer Flöhl, Rosmarie Waldner) Forschen und Wissen aus erster Hand. Hallwag, Bern/Stuttgart 1978, ISBN 3-444-10253-4.
- China – wo das Pulver erfunden wurde. Naturwissenschaft, Medizin und Technik in China. NZZ Libro, München 1985, ISBN 3-85823-135-5.
- Japan – High-Tech im Samurai-Stil. Naturwissenschaft, Medizin und Technik in Japan. NZZ Libro, Zürich 1988, ISBN 3-85823-200-9.
- Kaleidoskop der Schweizer Forschung. Reportagen und Kurzporträts. NZZ Libro, Zürich 1991, ISBN 3-85823-317-X.
- Wie die Krähe das Auto benutzt. Die erstaunlichen Strategien von Tieren. NZZ Libro, Zürich 1995, ISBN 3-85823-553-9.
- Sorgen eines Platzhirsches. 30 erstaunliche Tiergeschichten. NZZ Libro, Zürich 1999, ISBN 3-85823-789-2.
- Die unmöglichen Drei. 60 erstaunliche Zahlengeschichten. NZZ Libro, Zürich 2003, ISBN 3-85823-878-3.
- Wenn Elefanten weinen. 30 erstaunliche Tiergeschichten. NZZ Libro, Zürich 2003, ISBN 3-03-823023-5.
- (mit Stephanie Tremp, Fotos) Schneller Bock – schlaue Sau. Die Jagd im Kanton Aargau. Hier+Jetzt, Baden 2005, ISBN 3-03919-010-5.
- Der Katzentrick. 33 überraschende Tiergeschichten. NZZ Libro, Zürich 2007, ISBN 978-3-03823-317-6.
- (mit Jeanne Peter, Illustratorin) Von Damenwahl bis Brautschau. Walkwerk, Zürich 2009, ISBN 978-3-90586-305-5.
- Wie Hans Rudolf Herren 20 Millionen Menschen rettete. Die ökologische Erfolgsstory eines Schweizers. Orell Füssli, Zürich 2011, ISBN 978-3-28005-409-3.